# Маласпина, Алессандро
Алессандро Маласпина (итал. Alessandro Malaspina, в литературе часто именуется испанским именем Алехандро исп. Alejandro, на письме себя именовал Alexandro; 5 ноября 1754, Мулаццо, Масса-Каррара, Тоскана — 9 апреля 1810, Понтремоли) — итальянский мореплаватель и географ на испанской службе. Профессиональный военный, участвовал во множестве сражений, дважды участвовал в полукругосветных плаваниях. Командуя кораблями ВМФ Испании, совершил кругосветное плавание в 1786—1788 годах, а также экспедицию в Тихом океане в 1789—1794 годах. Картографировал всё западное побережье Американского континента от мыса Горн до залива Аляска; один из первых исследователей острова Кокос, Филиппин, Гуама, Новой Зеландии, Австралии и Тонга. Предложил один из первых проектов строительства Панамского канала, обследовав также его трассу.

## Биография
Родился в Герцогстве Тоскана в семье маркизов де Маласпина (боковая ветвь рода Эсте). Его отец — Карло Морелло, управлял родным городом Маласпина — Мулаццо и окрестными селениями, мать — Катерина Мели Лупи Сорана, происходила из знатного рода. В 1762—1765 годах из-за недостатка средств семья жила в Палермо у дяди Катерины Сорана — Джованни Фольяни Сфорца де Арагона, бывшего тогда вице-королём Сицилии.
В 1765—1773 годах Алессандро обучался в римском Collegio Clementino под началом Антонио Марио де Луго, и, в соответствии с семейной традицией, готовился к принятию духовного сана. Обучение в семинарии, однако, вызвало у него отвращение к религии; отец поддержал сына и отправил его на Мальту. В 1773 году он был посвящён в рыцари Мальтийского ордена, проведя год на Мальте, где ознакомился с азами морского судовождения, принимал участие в борьбе с пиратством.
После кончины отца в 1774 году Маласпина отправился к дяде, который служил в Королевском военно-морском флоте Испании. 18 ноября 1774 года он стал гардемарином Королевской военно-морской Академии в Кадисе. Благодаря знатному происхождению и родственным связям при испанском дворе, карьера его развивалась быстро. В 1775—1776 годах служил младшим офицером на фрегате Santa Teresa, участвовал в прорыве блокады Мелильи марокканцами, а также в осаде Алжира.
В 1777—1779 годах участвовал в полукругосветном плавании на Филиппины (через мыс Доброй Надежды). Во время плавания получил звание лейтенанта. Участник Битвы у мыса Сент-Винсент (1780), за что удостоен внеочередного звания. Во время осады Гибралтара в 1782 году командовал плавучей батареей, а в декабре того же года на линейном корабле San Justo участвовал в сражении у мыса Эспартель. Ещё до этих событий, в 1782 году, он был арестован инквизицией по подозрению в ереси и оправдан.
В 1782 году был удостоен капитанского звания.
В 1783—1784 годах служил старшим помощником командира на фрегате Asunción во время полукругосветного плавания на Филиппины через мыс Доброй Надежды. По возвращении в Испанию в 1785 году Маласпина занимался картографированием испанского побережья, был также принят пайщиком в Морскую компанию Кадиса.

## Кругосветные экспедиции

### Коммерческое плавание 1786—1788 годы
В 1786 году возглавил коммерческий кругосветный вояж, совершаемый на средства Real Compañía de Filipinas, командуя фрегатом Astrea, на котором уже служил старшим офицером. В те времена суда военно-морского флота сдавались внаём частным лицам. Маласпина вышел из Кадиса 5 сентября 1786 года. Судно направилось к мысу Горн, сделав заходы в Консепсьон и Кальяо (туда Маласпина прибыл 18 января 1787 года). Маласпина решился изменить обычный маршрут к Филиппинам; в Манилу он прибыл 5 мая 1787 года, проведя 75 дней в открытом океане. 29 ноября судно отправилось в обратный путь.
Из-за повреждений, полученных в штормах Южно-Китайского моря, Маласпина зашёл в Батавию. 22 февраля 1788 года судно миновало мыс Доброй Надежды. Из-за затяжных штилей в районе экватора на фрегате вспыхнула эпидемия цинги, от которой скончались 16 членов команды. 18 мая Маласпина прибыл в Кадис и сразу отбыл в Мадрид для предоставления отчёта компании и правительству.

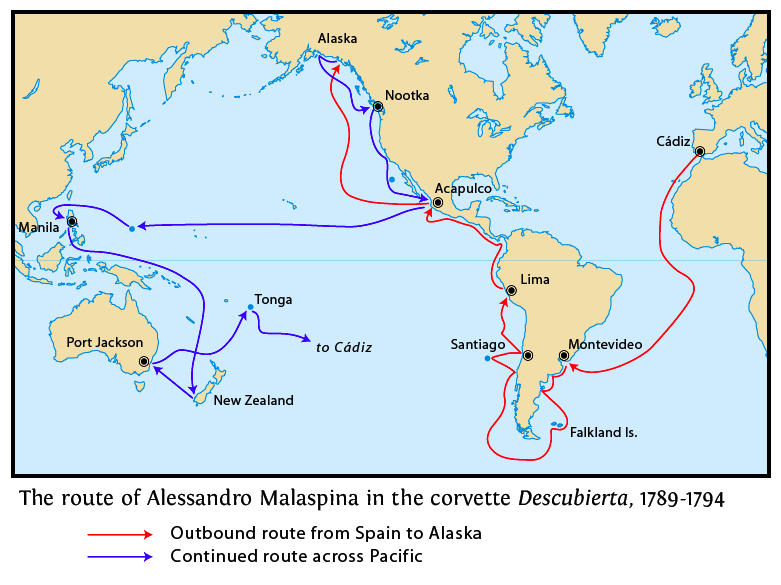
Маршрут экспедиции 1789—1794 гг.

### Экспедиция 1789—1794 годов
В сентябре 1788 года Маласпина поддержал предложение Хосе де Бустаманте-и-Герра (1759—1825) об организации национальной испанской военно-научной экспедиции для поддержания статуса державы в её заморских владениях в Америке и Азии. Король Карлос III, поддерживающий идеи Просвещения, согласился с этим проектом.
Маласпина лично возглавил строительство судов для экспедиции. 8 апреля 1789 года на воду были спущены шлюпы Descubierta («Открытие») и Atrevida («Отвага»), названные в честь судов Дж. Кука. Шлюпы были однотипными: 36 м в длину, вместимостью 306 т., строил их корабельный мастер Томас Муньос из Ла-Каррака.
Экспедиция формально имела двух равноправных командиров — Маласпину и Бустаманте (соответственно, на «Открытии» и «Отваге»), но Бустаманте во всех вопросах подчинялся Маласпине по собственной воле, что немало способствовало успеху предприятия.

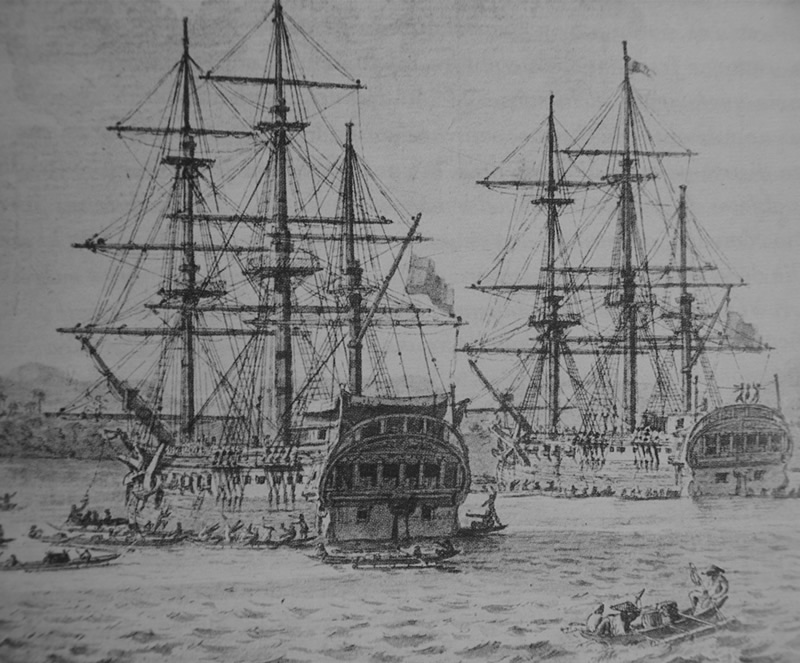
Шлюпы «Descubierta» и «Atrevida». Рисунок Ф. Брамбилья

Экспедиция вышла из Кадиса 30 июля 1789 года. В Сантьяго де Чили в её состав вошёл выдающийся чешский учёный Тадеаш Хенке (Thaddäus Haenke, 1761—1816), ставший судовым натуралистом и физиком. В общем, по научному уровню и результатам, экспедиция Маласпины могла сравниться с походами Кука и графа Лаперуза. Однако её результаты не были вовремя сообщены мировому сообществу, а стали достоянием общественности только в конце XIX века.
В ходе экспедиции Маласпина посетил Монтевидео и Буэнос-Айрес, исследовав политическую обстановку в вице-королевстве Ла-Плата. Обогнув мыс Горн, суда начали картографирование и прибыли в Талькауано, отправившись далее в Консепсьон и Вальпараисо. После этого суда разделились: Маласпина отправился на исследование островов Хуан-Фернандес, чьё географическое положение было тогда предметом споров, а Бустаманте продолжал съёмку побережий вплоть до Кальяо, где они воссоединились. Маласпина исследовал положение в вице-королевстве Перу. После завершения дел в Перу экспедиция обследовала побережье вплоть до мексиканского Акапулько, включая заход на остров Кокос. Из Акапулько офицеры отправились в Мехико, где описали архивы и исследовали политическую обстановку в вице-королевстве Новая Испания.
В Мехико в 1791 году Маласпина получил королевское послание с приказом отыскать Северо-Западный проход из Тихого в Атлантический океан. Вместо запланированного плавания к Гавайям и Камчатке, Маласпина из Акапулько отправился в залив Аляска, где, по представлениям того времени, был вход в пролив между океанами. В ходе плавания были детально изучены побережья пролива Принца Вильгельма.
В заливе Якутат Маласпина попытался вступить в контакт с тлинкитами. Испанские учёные составили словарь языка индейцев, описали их религиозные обычаи, а также методы ведения войны. Художники экспедиции — Томас де Суриа (1761—1844) и Хосе Кардеро (1766—1811?) оставили важные изобразительные источники по традиционной культуре индейцев Аляски. Поскольку побежье Аляски было уже обследовано Куком, Маласпина вернулся к острову Ванкувер.
Около месяца экспедиция провела в заливе Нутка, где испанские этнографы изучали индейцев. Маласпине удалось заключить договор с вождём нутка Макуинной, после чего эти территории были присоединены к Испании (что вызвало серьёзный конфликт с Великобританией).
Закончив исследования, суда поспешно пошли на юг — на борту началась эпидемия цинги. Суда прибыли в миссию Монтеррей в Калифорнии и в 1792 году вернулись в Акапулько. Из Мексики Маласпина отправил две шхуны для более детального картографирования и исследования пролива Джорджии.
В конце 1792 года Маласпина отбыл из Акапулько в плавание через Тихий океан. После короткой стоянки на Гуаме экспедиция прибыла в Манилу, где пробыла несколько месяцев. Из Манилы Бустаманте совершил короткий вояж в португальский Макао, в Китай. После воссоединения экспедиции суда отправились в Новую Зеландию, обследовав крайнюю оконечность Южного острова. Испанцы посетили Порт-Джексон — только что основанный Сидней.
Перед возвращением экспедиция провела месяц на острове Вавау — на севере архипелага Тонга. Конечным пунктом назначения был Кальяо, откуда корабли вернулись в Талькауано. Следующим шагом было детальное картографирование фьордов Южного Чили, после чего суда обогнули мыс Горн. Посетив по пути Патагонию и Фолклендские острова, суда прошли в Монтевидео.
В Испанию экспедиция отправилась по меридиану Срединно-Атлантического хребта и вернулась в Кадис 21 сентября 1794 года, проведя в плавании 62 месяца.

### Результаты экспедиции
По своим масштабам плавание Маласпины не уступает экспедициям Бугенвиля, Кука и Лаперуза. Было детально картографировано побережье Южной и Северной Америки от мыса Горн до залива Аляска, и впервые измерена протяжённость этого побережья. На Аляске Маласпина впервые определил высоту горы Св. Ильи и исследовал ледники, один из которых был позднее назван в его честь. Маласпина определил возможную трассу Панамского канала и даже предложил проект его постройки.
Экспедиция Маласпины была первой кругосветной экспедицией, не потерявшей ни одного человека из-за цинги, а вспышка этого авитаминоза произошла всего дважды: после стоянки на Аляске и во время 56 дневного плавания до Гуама. Главным средством от цинги Маласпина считал цитрусовые, и он был единственным мореплавателем XVIII века, который мог их приобретать в испанских владениях на всём протяжении плавания.

## Закат карьеры
В декабре 1794 года Маласпина был удостоен аудиенции нового короля — Карлоса IV и премьер-министра дона Мануэля де Годоя (1767—1851). За заслуги перед государством Маласпина получил звание бригадира флота (1795).
Анализируя материалы, полученные в заокеанских колониях, Маласпина пришёл к выводу, что следует предоставить Новой Испании, Перу, Ла-Плате независимость, образовав заморскую конфедерацию, связанную с Испанией торговыми и военными договорами. В сентябре 1795 года Маласпина обратился к правительству с этим предложением, но политический момент был выбран крайне неудачно: прежние покровители бригадира уже скончались или были удалены от двора, а король панически боялся любых параллелей с опытом Великой Французской революции. 23 ноября 1795 года Маласпина был арестован по обвинению в антигосударственном заговоре. Суд состоялся 20 апреля 1796 года, после чего королевским указом Маласпина был разжалован и заключён в крепость Сан-Антон в Корунье, где пребывал до 1802 года.
В тюрьме он занимался дальнейшей обработкой результатов экспедиции и подготовкой их к печати. Из-за наполеоновского вторжения в Испанию отчёт экспедиции опубликовать не удалось. Документы были рассеяны по разнообразным архивам, многое оказалось утрачено. По ходатайству Франческо Мельци и Наполеона в 1802 году Маласпина был освобождён и выслан из Испании. Решив вернуться на родину, он уехал в Геную и поселился в Понтремоли (90 км от Пармы), иногда бывая во Флоренции и Милане — тогдашней столице наполеоновской Итальянской республики.
В Италии Маласпина вернулся к активной деятельности. Во время эпидемии жёлтой лихорадки 1803 года в Ливорно Маласпина организовал карантин и не допустил распространения болезни. В 1805 году его ввели в Государственный совет наполеоновского Королевства Италия. В 1806 году он был введён в состав двора вновь образованного Королевства Этрурия (столица — Флоренция). Чуть позднее он был принят в Колумбаново общество во Флоренции. К этому времени уже стали проявляться симптомы тяжёлой болезни, видимо, рака.
Алессандро Маласпина скончался 9 апреля 1810 года в возрасте 55 лет. Он никогда не был женат и не оставил потомства.

## Увековечивание памяти
Многое для судьбы наследия Маласпины сделал Александр Гумбольдт, хотя и утверждавший, что «Маласпина известен более своими неудачами, чем подвигами». Отчёт Маласпина был опубликован в конце XIX века, когда Испания окончательно стала второстепенной европейской страной и потеряла последние владения в Америке.
В Канаде именем Маласпина назван колледж в городе Нанаймо (сейчас Университет (Vancouver Island University)  на острове Ванкувер (Британская Колумбия), пролив, полуостров, и природный парк. В заливе Нутка его именем названы озеро и гора. На Аляске именем Маласпина назван один из ледников у подножья горы св. Ильи.

## Примечательный факт
В России Маласпина почти совершенно неизвестен. Биографическая справка в «Краткой географической энциклопедии» (Т. 5. М., 1966) даёт неверные даты жизни (1740—1809). Имя дано в испанском варианте.